# 茹科夫斯基空军工程学院

茹科夫斯基空军工程学院（俄语：Военно-воздушная инженерная академия имени профессора Н. Е. Жуковского）是俄罗斯空军培训工程师的高等教育机构，位于俄罗斯莫斯科，是同类机构中世界最大，成立于1920年11月23日，以俄罗斯科学家，现代空气动力学与航空科学的开拓者尼古拉·叶戈罗维奇·茹科夫斯基命名。